# Discgolf
Frisbeegolf eller discgolf er en sportsgren som startede i 1960'erne. Denne type golf adskiller sig fra almindelig golf på to væsentlige punkter. For det første er banens huller skiftet ud med kurve, hvor der er påmonteret kæder. For det andet er køllerne og boldene skiftet ud med specielt fremstillede frisbeer der er optimeret til frisbee golf. Reglerne for Frisbee golf ligner til forveksling dem for almindelig golf og ligesom almindelig golf opereres her også med både begreber som 'out of bounds' og tee sted. Reglerne om beregning af spilleres handicap udregnes i det store og hele efter samme principper som ved almindelig golf. Frisbee golf hører under Dansk Disc Golf Union og Dansk Frisbee Sports Union.

## Regler
Reglerne for discgolf ligner til forveksling dem fra almindelig golf, og der opereres dermed både med begreber som ”out of bounds” og ”teested”.
Målet med discgolf er få frisbeen (kaldet discen) til at ramme ned i de enkelte kurve. Der spilles normalt på en bane med 9 eller 18 huller, og alle spillere kaster fra teestedet (start) mod discgolfkurven (hullet). Herefter kaster spillerne videre fra der, hvor discgolfen er landet, indtil frisbeen er i hul (kurven). Frisbeen tæller som værende i hul, når den ligger i kurven eller hænger i kurvens kæder. Frisbeen er derimod ikke i hul, hvis den ligger ovenpå kurven, under kurven, eller hvis den blot har rørt kurven.
Når hvert hul afsluttes, skrives antallet af kast ned for det pågældende hul, og det lægges efterfølgende sammen med antallet af kast fra de foregående huller. Vinderen af discgolf er den spiller, som har brugt færrest kast alt i alt på samtlige huller. Ved hvert hul starter den spiller, der klarede sig bedst på forrige hul efterfulgt af den næstbedste osv.

## Discgolf-frisbees
Frisbees, som bliver benyttet til discgolf, er mindre og meget tungere end de frisbees som f.eks. bliver brugt til ultimate og generelt bare frisbeekast. De måler typisk 21-22 cm i diameter og vejer omkring 130-180 gram. Alle PDGA-godkendte frisbees til discgolf måler 21-30 cm i diamater og vejer maksimalt 200 gram. Frisbees til discgolf er optimeret og designet specielt med fokus på kontrol, fart og præcision. Der findes flere forskellige typer frisbees til discgolf, og de kan overordnet set inddeles i fire forskellige kategorier: "distance driver", ”fairway driver”, ”mid-range” og ”putters”.

## Discgolf i Danmark
Discgolf blev introduceret i Danmark i 1975 kort tid efter, at amerikaneren Ed Headrick havde opfundet og udviklet den discgolfkurv, vi kender i dag . Det første officielle danske mesterskab i discgolf blev afholdt under Dansk Frisbee Sport Union i 1980, hvor man endnu benyttede de velkendte frisbees, som ofte findes på stranden eller i parken. I 1983 blev den første specialdesignede golfdisc lanceret på det danske marked.
Disc golf var indtil 2022 organiseret under Dansk Disc Golf Union, efter de løsrev sig fra Dansk Frisbee Sport Union i 2008 og blev selvstændige under navnet Dansk Disc Golf Union. Nu er disc golf dog tilbage under DFSU.
Disc golfs popularitet er støt stigende og eksploderede under Corona-pandemien. Fra 2019-2020 steg antallet af anslåede spillere med 205 % og antallet af registrerede runder hos Udisc med 329 %. I 2022 havde Udisc registreret 11.856 spillere i Danmark, som havde spillet 278.899 runder.

## Discgolfbaner i Danmark
I Danmark findes der pr. 2/12-2021 107 discgolfbaner fordelt på Sjælland, Bornholm, Fyn og i Jylland (Tallet for udgangen af 2022 anslås at være 148). Der findes tre forskellige typer baner:
- Offentlige baner.
- Pay and Play discgolfbaner.
- Private baner.

En del baner er dog en mellemting mellem offentlige og private, da de ligger på privat område (f.eks. gymnasier, højskoler og efterskoler), men er offentligt tilgængelige, når skolerne ikke selv bruger dem.
Langt de fleste baner er gratis at spille på, og flere af de forskellige discgolfbaner bliver brugt i forbindelse med mesterskaber og konkurrencer. Flere af dem er kendetegnet ved at ligge i eller i forbindelse med dyrehaver, skove og plantager, og de fleste discgolfbaner bliver bygget i mere naturlige omgivelser, som kræver begrænset vedligehold modsat almindelige golfbaner.
Discgolfbanerne er designet således, at de kræver en række forskellige kast, så spillere med forskellige styrker og særlige færdigheder alle udfordres.
Man kan finde en samlet og opdateret liste over alle discgolfbaner i Danmark og resten af verden hos The Professional Disc Golf Association.
Der findes også såkaldte ”discgolfparker” (Disc Golf Park) rundt om i Danmark med en særlig høj standard af udstyr, banedesign og skiltning. Discgolfparker er et finsk koncept, og de er udbredte i både Europa og USA.
Et nyere koncept er ”multigolfparker”, hvor det samme areal benyttes til tre forskellige golfdiscipliner, nærmere bestemt discgolf, fodboldgolf og parkgolf.
Nedenfor er en liste over flere baner baseret på en tidligere oversigt. Den er dog ikke opdateret og ej heller udtømmende. Andre steder kan man finde discgolf baner i Udisc-appen.

## Discgolfbaner i Jylland og på Fyn
I Jylland og på Fyn ligger der mere end 33 discgolfbaner og -parker fordelt i alle tre regioner. Især i Midtjylland og Sydjylland er det muligt at finde flere forskellige typer discgolfbaner til forskellige præferencer inden for en passende afstand. Især discgolfbanerne beliggende i Tilst i Aarhus (18 huller), i dyrehaven i Skanderborg (18 huller) og ved Momhøje plantage ved Kibæk (18 huller) er populære.
De tre discgolfbaner har en minimumlængde på 936 meter og op til 2.182 meter og forskellige udfordringer, så både nybegyndere og erfarne spillere kan blive udfordret på teknik og længde .
Nedenfor en liste over nogle af de discgolfbaner, der findes i Jylland og på Fyn:
- Ans By, ved Kjelsø-lejren, 9 INNOVA DISCatcher® Pro 28
- Bolderslev, ved Markedsskoven, 9 INNOVA DISCatcher® Pro 24
- Broby, ved Lærkedal, 9 JM Standard Kurve
- Brønderslev, ved Nordjyllands Idrætshøjskole, 9 INNOVA DISCatcher® Pro 24
- Dybbøl, ved Idrætscentret, 3 INNOVA DISCatcher® Pro 28
- Esbjerg, I Nørreskoven, 18 DiscGolfPark Pro Target
- Fuglsang, ved Otterup, 9 DISCatcher® Pro
- Gedved, ved Sportspladsen, 1 INNOVA DISCatcher® Pro 24
- Hjortshøj, i Oplev Parken, 3 INNOVA DISCatcher® Pro 24
- Hjørring, ved Skallerup Klit, 6 INNOVA DISCatcher® Pro 28
- Holstebro, ved Sdr. Nissum Hallen, 5 INNOVA DISCatcher® Pro 24
- Horsens, i Bygholm Park, 9 JM Standard Kurve
- Kibæk, i Momhøje Plantage, 18 INNOVA DISCatcher® Pro 28
- Nørre Broby, på Sydfyn, 9 JM Standard Kurve
- Odense, ved Elmelundsvej, 18 Disc Golf Target
- Randers, i Dronningborg, 18 INNOVA DISCatcher® Pro 28
- Randers, ved Kærsmindebadet, 5 INNOVA DISCatcher® Pro 28
- Skanderborg, i Dyrehaven, 18 INNOVA DISCatcher® Pro 28
- Struer, i Borgerlunden, 9 INNOVA DISCatcher® Pro 24
- Syddjurs, i Syddjurs Kommune, 5 INNOVA DISCatcher® Pro 28
- Vildbjerg, i Skibbild-Nøvling, 18 INNOVA DISCatcher® Pro 28
- Vorgod, i Videbæk, 9 INNOVA DISCatcher® Pro 28
- Ørsted, i Bakkerne, 9 INNOVA DISCatcher® Pro 24 og 3 INNOVA DISCatcher® Pro 28
- Aalborg, i Bundgårdsparken, 20 Prodigy T2
- Aarhus, i Tilst Bypark, Tilst Parkvej 6, 18 Latitude 64 Elite Targets[4]

## Discgolfbaner på Sjælland og øerne
På Sjælland og øerne ligger der mere end 20 discgolfbaner og -parker, og majoriteten er beliggende i og omkring Storkøbenhavn samt Midt- og Vestsjælland.
Nedenfor en liste over nogle af de discgolfbaner, der findes på Sjælland og øerne:
- Gudhjem, ved High Park Bornholm, 9 INNOVA DISCatcher® Pro 28
- Hillerød, ved Pharmakon, 3 INNOVA DISCatcher® Pro 28
- Højby, ved Mensalgård Golf, 5 INNOVA DISCatcher® Pro 24
- Lyngby, ved DTU, 12 INNOVA DISCatcher® Pro 24
- København, Valbyparken, verdens mest spillede bane i følge Udisc 2023
- Køge, i Karlemoseparken, 9 INNOVA DISCatcher® Pro 24 (lukket)
- Ringsted, ved Ringsted Sportscenter, 18 INNOVA DISCatcher® Pro 28
- Roskilde, Roskilde Ring park, 12 JM standard Kurve
- Roskilde, ved Roskilde Universitet, 18 INNOVA DISCatcher® Pro 28
- Samsø, ved Kolby, 12 JM Standard Kurve
- Skælskør, i Lystskoven, 9 INNOVA DISCatcher® Pro 28
- Slagelse, Gl. Stadion, 9 INNOVA DISCatcher® Pro 28
- Tåstrup, i Mølleparken, 9 INNOVA DISCatcher® Pro 24